# 덴제우 노게이라 다마세누
덴제우 노게이라 다마세누(포르투갈어: Denzel Nogueira Damasceno, 2003년 1월 20일~)는 브라질의 축구 선수이다.

## 참고 문헌
- “KFA 통합경기정보 시스템”. 대한축구협회.
- “K리그 데이터 포털”. 한국프로축구연맹.
- “덴제우 노게이라 다마세누”. 《트랜스퍼마크트》.
- “덴제우 노게이라 다마세누”. 《경주 한국수력원자력 FC》. 한수원축구단.